# M-25.2
Die M-25.2 ist eine kosovarische Nationalstraße von der Hauptstadt Pristina über Gjilan zur serbischen Grenze bei Muçibaba. Geplant ist, die Autostrada R 7.1 parallel zur M-25.2 von Pristina bis zum Dorf Dheu i Bardhë über Gjilan zu führen.